# Сёхэй
Сёхэй (яп. 正平 сё:хэй) — девиз правления (нэнго) японских императоров Го-Мураками и Тёкэя из южной династии, использовавшийся с 1347 по 1370 год.
В Северном Дворе в этот период правили император Комё, Суко и Го-Когон с нэнго Дзёва (1345—1350), Канъо (1350—1352), Бунна (1352—1356), Энбун (1356—1361), Коан (1361—1362), Дзёдзи (1362—1368) и Оан (1368—1375).

## Продолжительность
Начало и конец эры:
- 8-й день 12-й луны 7-го года Кококу (по юлианскому календарю — 20 января 1347).
- 24-й день 7-й луны 25-го года Сёхэй (по юлианскому календарю — 16 августа 1370).

## Происхождение
Название нэнго было заимствовано из 29-го цзюаня древнекитайского сочинения Книга Сун:「華平其枝正平、王者有徳則生」.

## События
даты по юлианскому календарю
- 1346 год (1-й год Сёхэй) — кампаку Такацукаса Морохира был отстранён от должности, на его место был назначен Нидзё Ёсимото[6];
- 1347 год (2-й год Сёхэй) — Нидзё Ёсимото сменил пост кампаку на садайдзина[6];
- 1349 год (4-й год Сёхэй) — Асикага Мотоудзи, сын Такаудзи, был назначен на должность канрэй в Камакуре[7];
- 1352 год (7-й год Сёхэй) — дед императора был повышен с должности дайнагона до найдайдзина[8];
- 1356 год (11-й год Сёхэй) — Минамото-но Митисукэ повышен с должности дайнагона до найдайдзина[8];
- 1356 год (11-й год Сёхэй) — Асикага Ёсинори повышен до 2-го ранга 3-го класса класса в дворцовой иерархии[9];
- 1357 год (12-й год Сёхэй) — император Го-Мураками отпустил в Киото захваченных в 1352 году трёх императоров Северного Двора (Когон, Комё и Суко)[9];
- 1361 год (16-й год Сёхэй) — сильный снегопад; катастрофический пожар в Киото и сильное землетрясение[10];
- 1361 год (16-й год Сёхэй) — Сасаки Удзиёри основал дзэн-буддийский храм Эйгэн-дзи (яп. 永源寺) на территории современной префектуры Сига, его первым настоятелем стал Якусицу Гэнко (яп. 寂室 元光)[11];

### Гражданская война

Столицы периода Намбокутё: Киото (Сёверный Двор) и Ёсино (Южный Двор).

В годы Сёхэй продолжилась борьба за власть между Южным и Северным императорскими дворами. На стороне последнего выступал сёгунат Муромати.
- 1347 год (2-й год Сёхэй) — сёгунский военачальник Хосокава Акиудзи попал в засаду в лесу Конда, потерпел поражение и отступил. Ему на помощь поспешил Ямана Токиудзи с шестью тысячами всадников, но императорские войска под командованием Масацура обратили их в бегство и перешли в наступление. Сёгун Асикага Такаудзи в ответ мобилизовал самураев из более чем 20 провинций и назначил главнокомандующим Коно Моронао[12];
- 1348 год (3-й год Сёхэй) — сражение между войсками Коно Моронао и Масацура близ Сидзёнаватэ: Масацура в битве пал, а сёгунское войско перешло в наступление. Император Южного Двора Го-Мураками был вынужден бежать в область Ано (Кано) провинции Ямато, а его резиденция была предана наступавшими воинами огню. Дальнейшее продвижение самураев остановил императорский военачальник Масанори, ставший возле Исикава[12];
- 1349—1352 (4-й — 7-й годы Сёхэй) — столкновение, вошедшее в историю под названием Смута годов Канно;
- 1352 год (7-й год Сёхэй) — Ямана Токиудзи и Асикага Тадафую перешли на сторону императора, началось наступление на Киото[12];
- 1352 год (11-я луна 7-го года Сёхэй) — бой при Ватанабэ: императорские войска Масанори нанесли поражение Сасаки Хидэцуна[12];
- 1353 год (8-й год Сёхэй) — Асикага Ёсиакира потерпел поражение от императорских войск Масанори и Ямана Токиудзи[12];
- 1355 год (10-й год Сёхэй) — сёгун Асикага Такаудзи был обращён в бегство войсками Тадафую и Токиудзи[12];
- 1358 год (13-й год Сёхэй) — Кикути Такэмицу разбил в ряде сражений войска сёгуната; скончался Асикага Такаудзи, на его место стал его сын Асикага Ёсиакира[12];
- 1359 год (14-й год Сёхэй) — поражение сёгунских войск Сёни Ёрихиса в бою против Кикути Такэмицу[12];
- 1360 год (15-й год Сёхэй) — Масанори укрепил три замка в провинции Кавати — Хираива, Яо и Рюсэн; сам расположился в замке Акасака. Войска сёгуната взяли первые три замка и осадили замок Акасака, но Масанори и Масатакэ вскоре перешли в контрнастепление[12];
- 1360 год (15-й год Сёхэй) — Кикути Такэмицу разбил отряд Мацуура[12];
- 1360 год (9-я луна 15-го года Сёхэй) — Масанори и Масатакэ обратили в бегство войска Сасаки Хидэнори и его младшего брата Удзинори, причём Хидэнори и Удзинори были убиты[12];
- 1360 год (15-й год Сёхэй) — остров Сикоку перешёл под власть сёгуната[12];
- 1360 год (15-й год Сёхэй) — императорские войска перешли в новое наступление на Киото[12];
- 1362 год (17-й год Сёхэй) — Хосокава Киёдзи и Кусуноки Масанори вошли в Киото и обратили Асикага Ёсиакира в бегство. Но через двадцать дней Ёсиакира возвращается в столицу[13];
- 1364 год (19-й год Сёхэй) — на сторону сёгуната перешёл Оути Хироё с провинциями Суо и Нагато, но вскоре Хироё потерпел поражение от Кикути Такэмицу. На сторону сёгуната перешли Ямана Удзитоки и Никки Ёсинага, и императорская армия пришла в упадок[12];
- 1368 год (23-м году Сёхэй) — скончался император Южного Двора Го-Мураками, на его место стал император Тёкэй[12].

## Сравнительная таблица
Ниже представлена таблица соответствия японского традиционного и европейского летосчисления.
| Годы Сёхэй                 | 1-й год           | 2-й год         | 3-й год           | 4-й год         | 5-й год              | 6-й год              | 7-й год        | 8-й год        | 9-й год           | 10-й год        |
| -------------------------- | ----------------- | --------------- | ----------------- | --------------- | -------------------- | -------------------- | -------------- | -------------- | ----------------- | --------------- |
| Европейское летоисчисление | 1346 год          | 1347 год        | 1348 год          | 1349 год        | 1350 год             | 1351 год             | 1352 год       | 1353 год       | 1354 год          | 1355 год        |
| Северный Двор              | 2-й год Дзёва     | 3-й год Дзёва   | 4-й год Дзёва     | 5-й год Дзёва   | 1-й год Канъо        | 2-й год Канъо        | 1-й год Бунна  | 2-й год Бунна  | 3-й год Бунна     | 4-й год Бунна   |
| Система гань-чжи           | Огненная Собака   | Огненная Свинья | Земляная Крыса    | Земляной Бык    | Металлический Тигр   | Металлический Кролик | Водяной Дракон | Водяная Змея   | Деревянная Лошадь | Деревянная Коза |
| Годы Сёхэй                 | 11-й год          | 12-й год        | 13-й год          | 14-й год        | 15-й год             | 16-й год             | 17-й год       | 18-й год       | 19-й год          | 20-й год        |
| Европейское летоисчисление | 1356 год          | 1357 год        | 1358 год          | 1359 год        | 1360 год             | 1361 год             | 1362 год       | 1363 год       | 1364 год          | 1365 год        |
| Северный Двор              | 1-й год Энбун     | 2-й год Энбун   | 3-й год Энбун     | 4-й год Энбун   | 5-й год Энбун        | 1-й год Коан         | 1-й год Дзёдзи | 2-й год Дзёдзи | 3-й год Дзёдзи    | 4-й год Дзёдзи  |
| Система гань-чжи           | Огненная Обезьяна | Огненный Петух  | Земляная Собака   | Земляная Свинья | Металлическая Крыса  | Металлический Бык    | Водяной Тигр   | Водяной Кролик | Деревянный Дракон | Деревянная Змея |
| Годы Сёхэй                 | 21-й год          | 22-й год        | 23-й год          | 24-й год        | 25-й год             |                      |                |                |                   |                 |
| Европейское летоисчисление | 1366 год          | 1367 год        | 1368 год          | 1369 год        | 1370 год             |                      |                |                |                   |                 |
| Северный Двор              | 5-й год Дзёдзи    | 6-й год Дзёдзи  | 1-й год Оан       | 2-й год Оан     | 3-й год Оан          |                      |                |                |                   |                 |
| Система гань-чжи           | Огненная Лошадь   | Огненная Коза   | Земляная Обезьяна | Земляной Петух  | Металлическая Собака |                      |                |                |                   |                 |